# مصطفى جيجلي
مصطفى جيجلي (بالتركية: Mustafa Ceceli)‏ (مواليد 2 نوفمبر 1980 في أنقرة، تركيا)، هو مغني تركي بدأ مسيرته الفنية عام 2003 .

## الحياة الشخصية
بدأت حياته الموسيقية بدخوله فرقة موسيقية للهواة في المدرسة الثانوية، دخل بعدها جامعة أنقرة وتخصص في الطب البيطري، لكنه تركها وهو في السنة الثالثة ليلتحق بجامعة يديتيبي.

## فيديو كليبات
| السنة | الأغنية | الألبوم                                                             |
| ----- | --- | ------------------------------------------------------------------- |
| 2007  | "Unutamam" (ترجمة: لن أستطيع النسيان) | أوركسترا Enbe                                                       |
| 2008  | Karanfil (ترجمة: قرنفل) | Uzay Heparı                                                         |
| 2009  | Limon Çiçekleri (ترجمة: أزهار الليمون) | مصطفى جيجلي                                                         |
| 2009  | Hastalıkta Sağlıkta (ترجمة: الصحة والمرض) | مصطفى جيجلي                                                         |
| 2010  | Dön (ترجمة: ارجِع) | مصطفى جيجلي                                                         |
| 2010  | "Tenlerin Seçimi" (ترجمة: اختيار الأجساد) | مصطفى جيجلي                                                         |
| 2010  | Hata (ترجمة: خطأ) | 130 Bpm                                                             |
| 2010  | "Bekle" (ترجمة: انتظر) | ألبوم مصطفى جيجلي                                                   |
| 2010  | Eksik (ترجمة: ناقص) | Kalbim (ترجمة: قلبي)                                                |
| 2011  | "Yağmur Ağlıyor" (ترجمة: المطر يبكي) | Kalbim (ترجمة: قلبي)                                                |
| 2011  | Şarkı (ترجمة: أغنية) | Mustafa ceceli                                                      |
| 2011  | Sensiz Olmaz ki (ترجمة:مستحيل بدونك) | Zamansız Şarkılar (ترجمة: أغاني الزمن)                              |
| 2012  | Es (ترجمة: هُبِّي) | Es (ترجمة: هُبِّي)                                                     |
| 2012  | Bir Yanlış Kaç Doğru (ترجمة: خطأ واحد يضيع كل جيد قمت به)                                                                                            | Es (ترجمة: هُبِّي)                                                     |
| 2012  | Deli Gönlüm (ترجمة: قلبي المجنون) | Es (ترجمة: هُبِّي)                                                     |
| 2012  | Sevgilim (ترجمة: حبيبي) | Es (ترجمة: هُبِّي)                                                     |
| 2013  | Aman (ترجمة: آمان) | Es (ترجمة: هُبِّي)                                                     |
| 2013  | "Söyle Canım" (ترجمة: قل يا حبيبي) | Söyle Canım                                                         |
| 2013  | Dünyanın Bütün Sabahları (ترجمة: كل صباح في الدنيا)                                                                                                  | "Remixes"                                                           |
| 2014  | Aşk Döşeği (ترجمة: فراش الحب) | Es (ترجمة: هُبِّي)                                                     |
| 2014  | Al Götür Beni (ترجمة: اذهب بي بعيدًا) | Al Götür Beni / Make Me Yours Tonight (أداء مع الفنانة لارا فابيان) |
| 2014  | Aşikâr'dır Zat-ı Hak (Al Ahad/One) (ترجمة: الأحد الحق ظاهرٌ)                                                                                          | Es (ترجمة: هُبِّي)                                                     |
| 2014  | Hüsran (ترجمة: خيبة أمل) | Kalpten (ترجمة: من القلب)                                           |
| 2016  | "The way Of Love" "بك ملهمي" "O Sensin Ki" | من ألبوم ماهر زين One (واحد)                                        |
| 2017  | KIYMETLİM ZİNCİRİMİ KIRDI AŞK PEŞİNDEYİM AYŞE İYİ Kİ HAYATIMDASIN CAN PARÇAM SÖZ ARAMAM HİKAYE ANMAM LEYLA MAŞALLAH AŞK ADINA TOPLA ÖMRÜMÜZÜN BAHARI | zincirimi kırdı aşk (ترجمة: كسر الحب قيودي)                         |
| 2018  | Geçti O Günler Simsiyah Ne Haber Aşktan Vurulmuşum (feat. Çınare Melikzade) Vurulmuşam (Azerice Versiyon)                                            | simsiyah (شديد السواد)                                              |
| 2019  | (mühür (feat irmak arici ____________________ Bedel                                                                                                  | single _______________ single                                       |

## روابط خارجية
- مصطفى جيجلي على موقع IMDb (الإنجليزية)
- مصطفى جيجلي على موقع ميوزك برينز (الإنجليزية)
- مصطفى جيجلي على موقع أول ميوزيك (الإنجليزية)
- مصطفى جيجلي على موقع ديسكوغز (الإنجليزية)